# هند بن أبي هالة
هند بن أبي هالة صحابي، اسمه هند بن النباش بن زرارة بن وقدان بن حبيب بن سلامة بن غذى بن جردة بن أسيد بن عمرو بن تميم، ابن خديجة بنت خويلد، وربيب الرسول محمد، وأخو فاطمة الزهراء وزينب بنت محمد ورقية بنت محمد وأم كلثوم بنت محمد من أُمها، وخال الحسن والحسين، كان هند بن أبي هالة فصيحًا بليغًا وصَّافًا جميلا، وصف الرسول فأحسن وأتْقَنَ، شهد مع الرسول بدرًا، وقيل بل شهد أُحدًا، قتل هند بن أبي هالة مع علي بن أبي طالب يوم الجمل.

## وصفه للرسول
عَنْ عَبْدِ اللَّهِ بْنِ عَبَّاسٍ رَضِيَ اللَّهُ عَنْهُ أَنَّهُ قَالَ لِهِنْدِ بْنِ أَبِي هَالَةَ التَّمِيمِيِّ وَكَانَ رَبِيبًا لِرَسُولِ اللَّهِ صَلَّى اللهُ عَلَيْهِ وَسَلَّمَ: صِفْ لَنَا رَسُولَ اللَّهِ صَلَّى اللهُ عَلَيْهِ وَسَلَّمَ فَلَعَلَّكَ أَنْ تَكُونَ أَثْبَتَ مِنَّا لَهُ مَعْرِفَةً، قَالَ: «كَانَ بِأَبِي هُوَ وَأُمِّي، طَوِيلَ الصَّمْتِ، دَائِمَ التَّفْكِيرِ، مُتَوَاتِرَ الْأَحْزَانِ، إِذَا تَكَلَّمَ تَكَلَّمَ بِجَوَامِعِ الْكَلِمِ، لَا فَضْلَ وَلَا تَقْصِيرَ، وَإِذَا حَدَّثَ أَعَادَ، وَإِذَا وَعَظَ جَدَّ وَمَادَ، وَإِذَا خُولِفَ أَعْرَضَ وَشَاحَ، يَتَرَوَّحُ إِلَى حَدِيثِ أَصْحَابِهِ، يُعَظِّمُ النِّعْمَةَ وَإِنْ دَقَّتْ، وَلَا يَذُمُّ ذَوَاقًا، وَيَبْتَسِمُ عَنْ مِثْلِ حَبِّ الْغَمَامِ»
روى الترمذيّ، والبغَويّ، والطّبرانيّ، وغيرهم عن الحسن بن علي بن أبي طالب، قال سألت خالي هند بن أبي هالة وكان وصافًا عن حلية النبي وأنا أشتهي أن يصف لي منها شيئا أتعلق به، فقال:
| هند بن أبي هالة | كان رسول الله ﷺ فخما مفخما، يتلألأ وجهه تلألؤ القمر ليلة البدر، أطول من المربوع، وأقصر من المشذب، عظيم الهامة، رجل الشعر، إن انفرقت عقيصته فرق، وإلا فلا، يجاوز شعره شحمة أذنيه إذا هو وفره، أزهر اللون، واسع الجبين، أزج الحواجب سوابغ في غير قرن، بينهما عرق يدره الغضب، أقنى العرنين، له نور يعلوه، يحسبه من لم يتأمله أشم، كث اللحية، سهل الخدين، ضليع الفم، أشنب، مفلج الأسنان، دقيق المسربة، كأن عنقه جيد دمية في صفاء الفضة، معتدل الخلق، بادن متماسك، سواء البطن والصدر، عريض الصدر، بعيد ما بين المنكبين، ضخم الكراديس، أنور المتجرد، موصول ما بين اللبة والسرة بشعر يجري كالخط، عاري الثديين والبطن مما سوى ذلك، أشعر الذراعين والمنكبين وأعالي الصدر، طويل الزندين، رحب الراحة، سبط القصب، شثن الكفين والقدمين، سائل الأطراف، خمصان الأخمصين، مسيح القدمين ينبو عنهما الماء، إذا زال زال قلعا، يخطو تكفيا، ويمشي هونا، ذريع المشية، إذا مشى كأنما ينحط من صبب، وإذا التفت التفت جميعا، خافض الطرف، نظره إلى الأرض أطول من نظره إلى السماء، جل نظره الملاحظة، يسبق أصحابه، يبدر من لقيه بالسلام، قلت: صف لي منطقه، قال: كان رسول الله متواصل الأحزان، دائم الفكرة، ليست له راحة، لا يتكلم في غير حاجة، طويل السكت، يفتتح الكلام ويختمه بأشداقه، ويتكلم بجوامع الكلم، فصل، لا فضول ولا تقصير، دمث، ليس بالجافي ولا المهين، يعظم النعمة وإن دقت، لا يذم منها شيئا، لا يذم ذواقا ولا يمدحه، ولا تغضبه الدنيا ولا ما كان لها، فإذا تعوطي الحق لم يعرفه أحد، ولم يقم لغضبه شيء حتى ينتصر له، لا لغضب لنفسه ولا ينتصر لها، إذا أشار أشار بكفه كلها، وإذا تعجب قلبها، وإذا تحدث اتصل بها فيضرب بباطن راحته اليمنى باطن إبهامه اليسرى، وإذا غضب أعرض وأشاح، وإذا فرح غض طرفه، جل ضحكه التبسم، ويفتر عن مثل حب الغمام. | هند بن أبي هالة |